# 灵鹫纹锦袍
灵鹫纹锦袍也称球路双鸟锦、米黄地灵鹫纹锦、盘雕锦袍是出土于新疆阿拉尔盆地，现藏于故宫博物院的北宋时期织物真品。

## 简介
灵鹫纹锦袍是一件身长、两袖通长、袖口宽、下摆宽分别为1.38、1.94、0.15、0.81米的北宋时期锦袍，其样式为半掩襟，交领，窄袖。锦袍的图案是典型的宋锦图案，内饰一对相背的灵鹫的毬露纹在毬路纹图案相联的空白处以龟背等图案装饰。内容布置繁复但用色典雅且和谐，这同样也是宋锦的特点。灵鹫纹锦袍是目前故宫博物院中中唯一的一件北宋织物真品。

### 年代之争
魏松卿通过图案作风、织绣品的丝织织法、以及一起出土的其他文物等判断出其年代应该是北宋至南宋绍兴年间。
张琼则认为魏松卿的几点证明不足以确定锦袍的具体年代，并且通过墓葬的形式、随葬品的质量以及锦袍伤的印符等证据判断其为公元800年左右的波斯萨珊式织锦。赵丰、王乐、王明芳则认为其袍图案、结构与辽墓出土的文物类似，年代为北宋至南宋绍兴年间的使用胡棉织成的胡袍。

### 出土日期
关于灵鹫纹锦袍的出土日期，学术界普遍认为是1952年-1953年。但张琼则认为，根据工作报导出土时间应为1956年。

## 名称
魏松卿在其论文《考阿拉尔木乃伊墓出土的织绣品》中，称其为“球路双鸟锦”。
黄能馥在《中国美术全集·工艺美术编6·印染织绣》中，称其为“灵鹫球纹锦袍”。
大百科编委会在《中国大百科全书·纺织卷》中，称其为“米黄地灵赞纹锦”。
周锡保在《中国古代服饰史》中，称其为“盘雕锦袍”。